# Knölsvan
Knölsvan (Cygnus olor) är en stor andfågel, inom släktet Cygnus, som främst förekommer i Europas och  Asiens tempererade områden så långt österut som Kina. Knölsvan har introducerats till ett flertal områden runt om i världen, bland annat Nordamerika och Australien. Som adult har den ett vingspann på drygt två meter, en kraftig kropp, lång böjlig hals, litet huvud, vit fjäderdräkt och orange näbb med svart knöl på ovansidan av näbbroten. Med sin snittvikt på 12 kilo hör den till de tyngsta fåglarna som kan flyga. I flykten hörs ett artspecifikt vingbrus. Den bygger ett stort bo av vass som placeras mer eller mindre direkt på marken, i olika biotoper, men alltid i närheten av större vattensamlingar eller vid havet. Båda föräldrarna hjälps åt att ruva de fem till nio äggen och senare ta hand om ungarna. De är starkt revirhävdande. De lever av vattenväxter som de når genom att "beta" från sjöbottnen. Knölsvanen är inte hotad och kategoriseras av IUCN som livskraftig.

## Systematik
Knölsvanen beskrevs första gången taxonomiskt 1789 av den tyske naturvetaren Johann Friedrich Gmelin som Anas olor, och flyttades 1803 av Johann Matthäus Bechstein till släktet Cygnus . Både cygnus och olor betyder svan på latin, där ordet cygnus är besläktat med det grekiska ordet kyknos . Synonymen Sthenelides olor har ibland tidigare använts för arten.
Trots sitt europeiska ursprung är dess närmsta släktingar den australiska svarta svanen och svarthalsad svan från Sydamerika och inte de andra svanarterna som lever på norra halvklotet . Arten är monotypisk och delas inte upp i några idag förekommande underarter.

### Evolution
Man har funnit 13 000 år gamla subfossil av knölsvan i ett område som sträcker sig från Irland till Portugal, Italien och Frankrike. Man har också funnit 6 000 år gamla subfossil av knölsvan i postglaciala torvmossar i East Anglia i Storbritannien. Den paleolitiska underarten Cygnus olor bergmanni, som bara skiljer sig i storlek från dagens knölsvanar är känd från fossil funna i Azerbajdzjan.
Fossil av svanarter som är förfäder till knölsvanen har återfunnits i de fyra amerikanska staterna Kalifornien, Arizona, Idaho och Oregon. Dessa fossil härstammar från miocen till sen pleistocen, vilket är ungefär 10 000 BP (år före nutid). De yngsta fyndet är från öknen Anza Borrego i Kalifornien.

## Utseende och läte

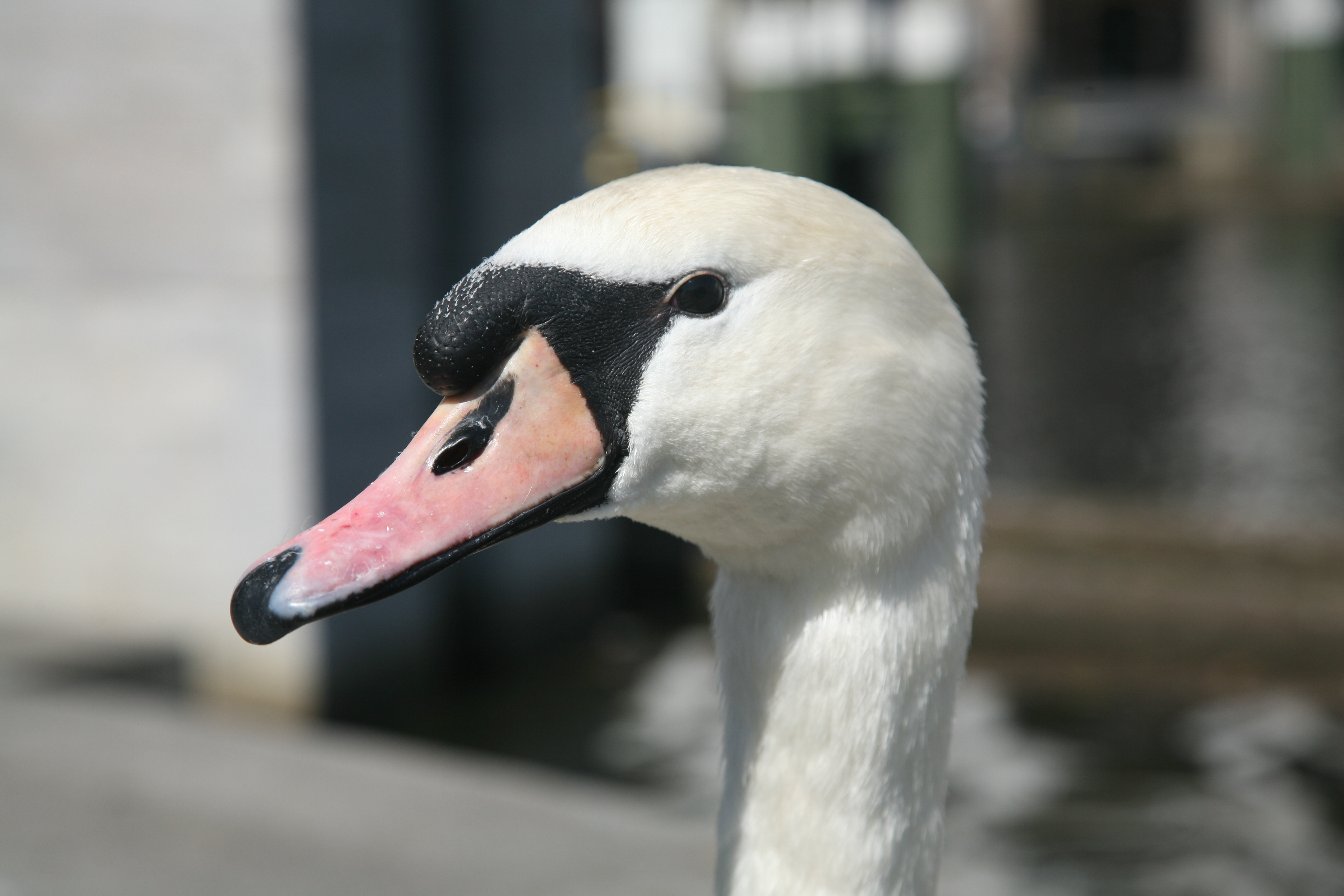
Huvudet med karaktäristisk näbbknöl.

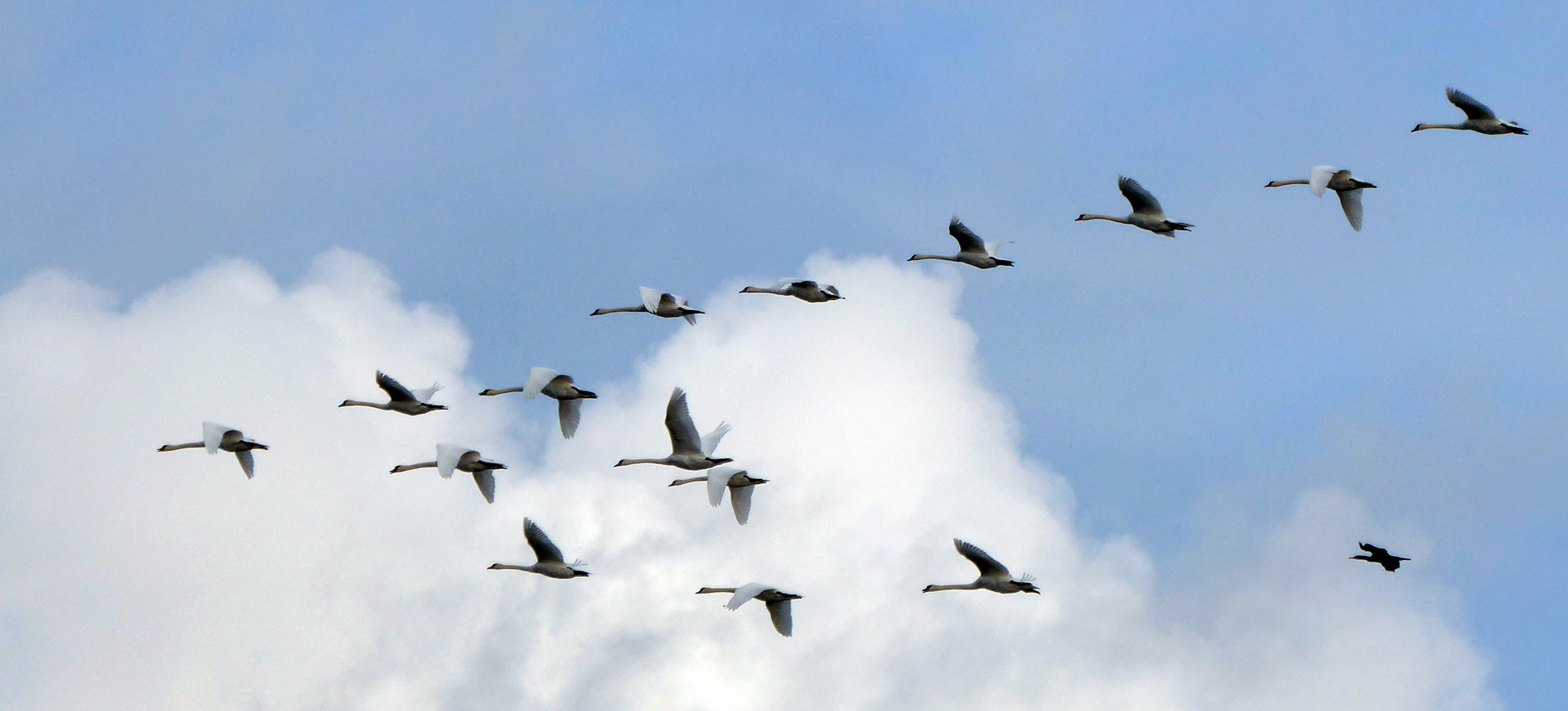
En flock flyger förbi med en Storskarv på släp.

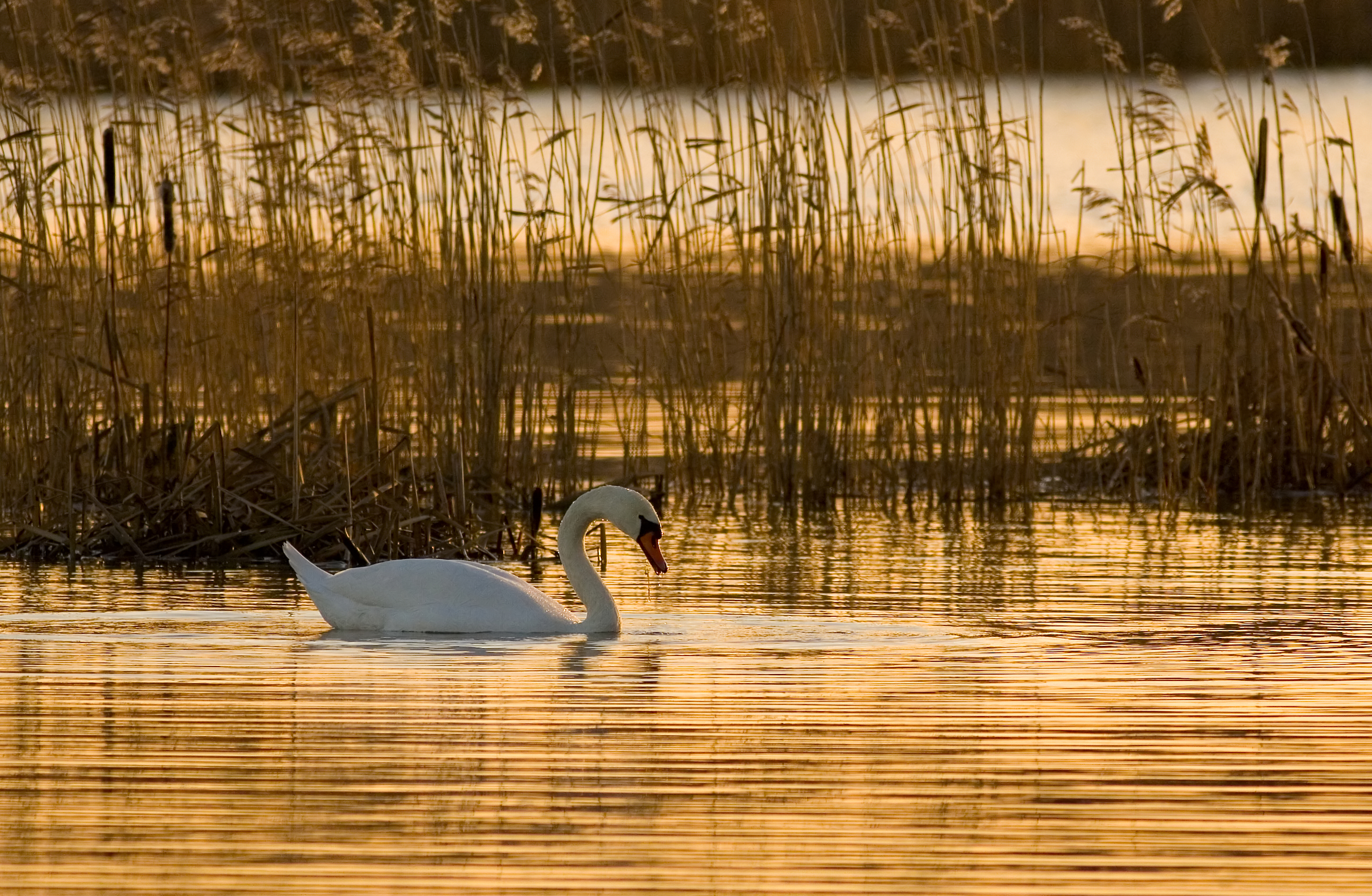
Knölsvan i arttypisk omgivning. Notera den långa uppstickande stjärten och den mer S-formade halsen vilket skiljer den från sångsvanen.

Knölsvanarna är runt 140 cm långa och har ett vingspann på drygt 2 meter. De har en stor kropp och en lång böjlig hals, litet huvud, svartgrå ben, simhud mellan tårna som också är kloförsedda. Adulta hanar väger i snitt tolv kilo vilket gör att de hör till de tyngsta fåglarna som kan flyga. De adulta fåglarna har en vit fjäderdräkt, och näbben är orange och svart. Mot ögat, som har en svart orbitalring, bildar näbbroten en svart triangel med spetsen mot ögat. Den har också en svart knöl på ovansidan av näbbroten. Könen är lika men hanens näbbknöl är större. Juvenilerna är gråbrunvita och har först en gråsvart näbb som blir mer och mer skär. De anlägger vit fjäderdräkt under det första levnadsårets sommar eller under det andra levnadsårets höst. 
Det förekommer sällsynt en recessiv genetisk mutation som gör att knölsvanens dunungar blir vita och de adulta fåglarnas fötter grå eller rosa. Dessa svanar kallas ibland för polsk svan och den brittiske naturalisten William Yarrell beskrev den år 1838 – felaktigt – som en egen art, Cygnus immutabilis.
I flykten har knölsvanen ett konstant, artspecifikt vingbrus.

## Utbredning

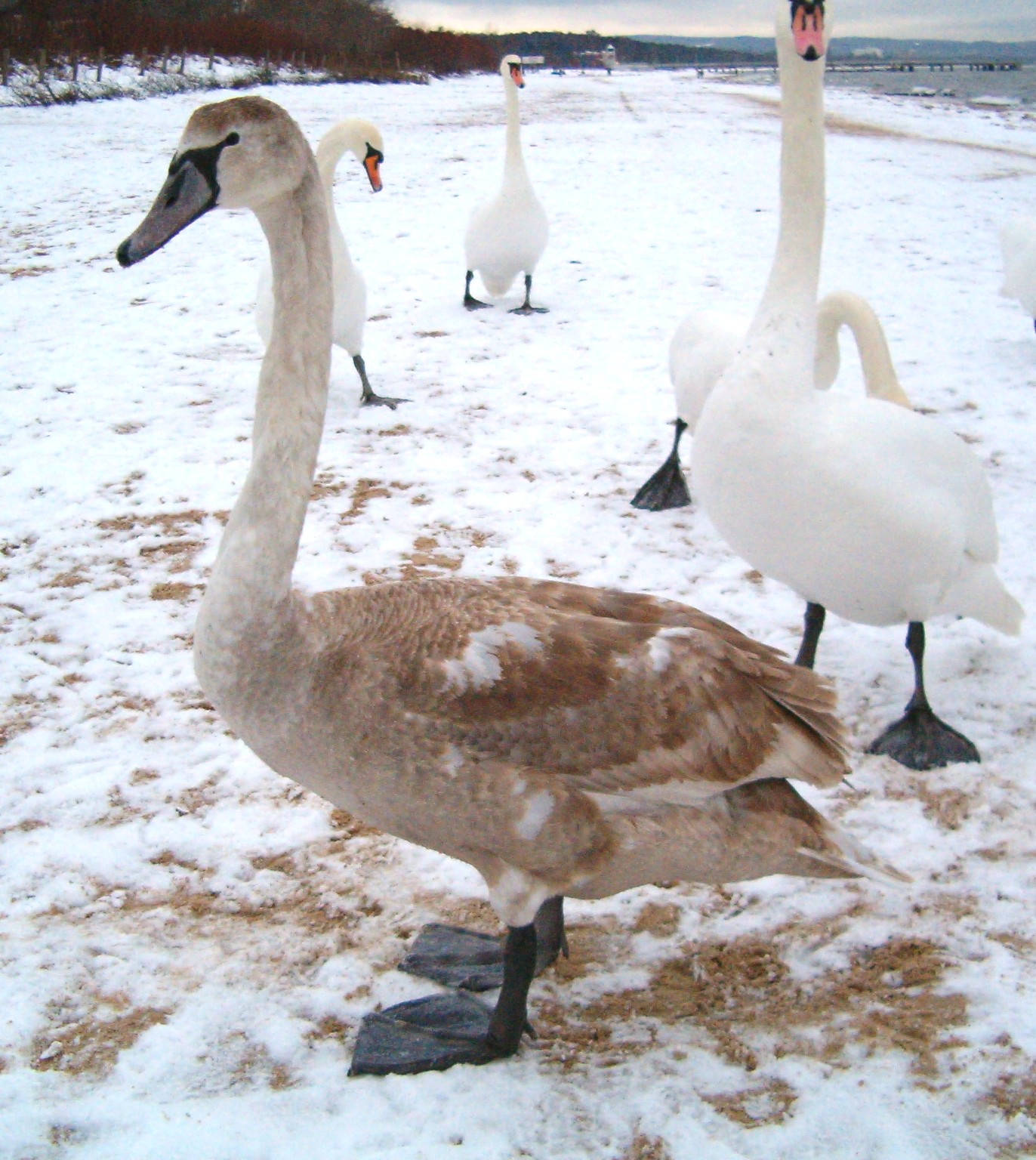
En knölsvan under sin första vinter. Notera den gråbruna fjäderdräkten och dess gråa näbb.

Knölsvanen lever främst i Europas tempererade områden och i Asien så långt österut som till Kina. Den lokala populationen i Primorje kraj är utdöd. På flera platser runt om i världen har den introducerats. Exempelvis i Nordamerika finns numera vilda populationer runt Stora sjöarna och i vissa områden i östra USA. Andra introducerade populationer finns i Japan, Västaustralien och i Sydafrika. Den vilda populationen i Marocko härrör från förrymda exemplar. Den har också introducerats på Färöarna men den populationen är utdöd. Det förekommer både knölsvanspopulationer som är flyttfåglar och populationer som är stannfåglar. Trots sin stora utbredning anses arten vara monotypisk och delas inte upp i några underarter.

- Gult: häckningsområde * Blått: vinterkvarter
- Grönt: året-runtpopulation

### Utbredning i Sverige
I Sverige förekommer de runt kusterna och i vassrika sjöar från Skåne till mellersta Norrland. Tillsammans med sångsvan är knölsvan de enda häckande svanarna i Sverige. I söder är de stannfåglar, längs norrlandskusten ofta flyttfåglar.

## Ekologi

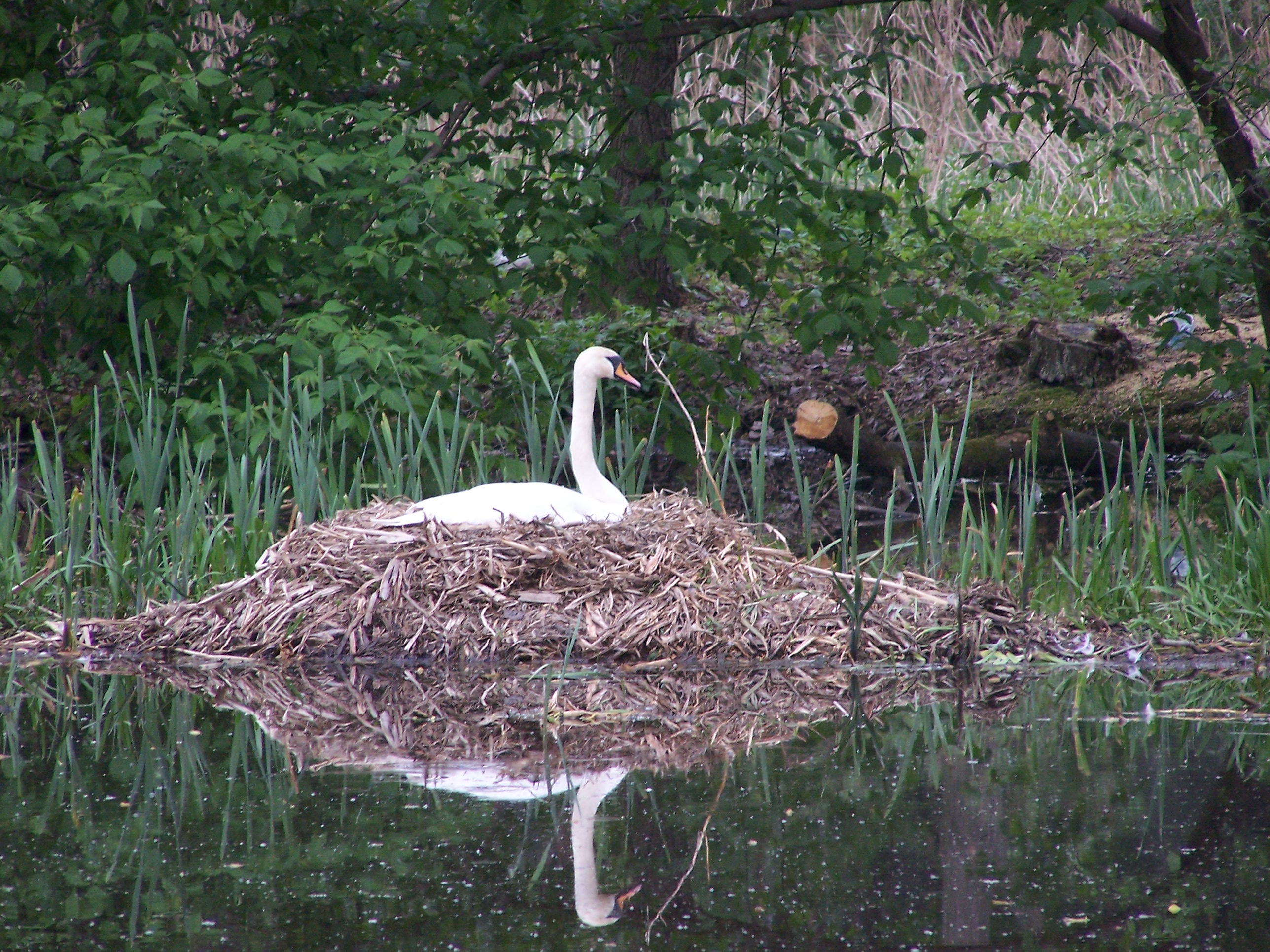
En häckande hona på en stor vassbale.

Knölsvanen är en kraftfull flygare men då knölsvanen normalt inte är flyttfågel flyger de tämligen sällan. Vid start och på låg höjd hörs ett tydligt vinande från vingarna. Knölsvanen kan ta sig fram på vattenytan flera hundra meter i hög hastighet genom att använda vingarna som segel och håller då vingarna som i sin aggressiva ställning.

### Biotop
Knölsvanen bygger ett stort bo av vass som placeras på vassbäddar, på bankar i grunda sjöar eller direkt på land och främst då på öar. De häckar även längre ut i skärgården på kala skär och holmar. 

### Häckning och beteende
Samma par häckar på samma plats år efter år och båda föräldrarna hjälps åt att ta hand om äggen och senare ungarna. I maj och juni lägger knölsvanen fem till nio grågröna ägg som ofta har ganska djupa fåror i skalet. Äggen ruvas i cirka 34–38 dygn, och därefter lämnar ungarna boet efter bara några dygn. Flygfärdiga blir de först efter cirka 120 dygn. Svanarna håller mycket hårt på sina revir och kan till och med attackera människor om man kommer för nära. Vissa knölsvanar övervintrar så länge det finns öppna vattenytor. Svanen landar alltid på en vattenyta där den använder sina utbredda simfötter som vattenskidor tills farten reducerats så mycket att den sjunker ner i vattnet. När knölsvanen känner sig hotad, eller ska hävda sitt revir, lyfter den vingarna och sänker huvudet. Ibland väser den också. Svanar är de fågelarter som har flest fjädrar av alla fåglar.

### Föda

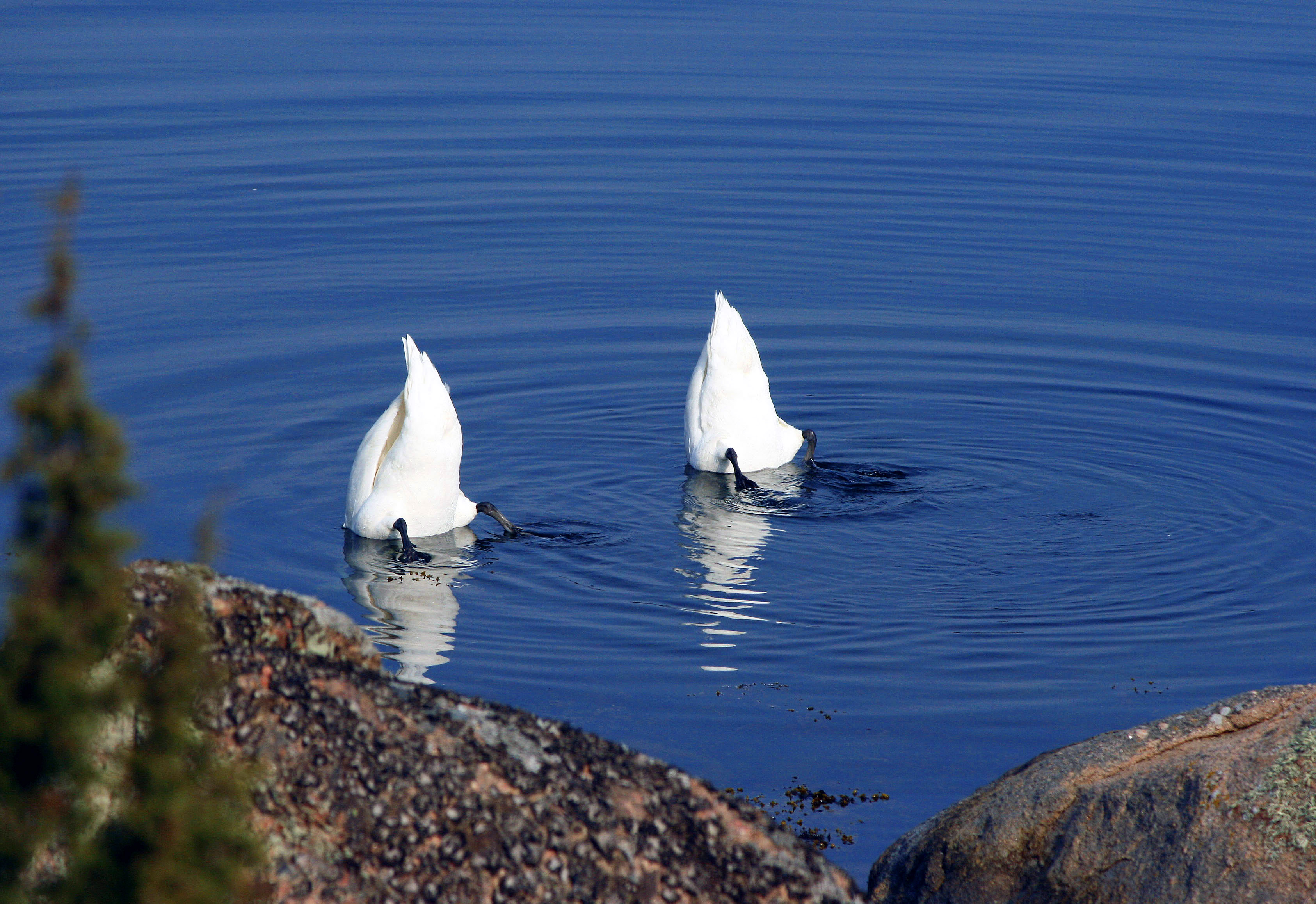
Knölsvanar som äter föda de hittar på bottnen.

De äter vattenväxter som de "betar" från sjöbottnen och som de kan nå med hjälp av sina långa halsar. Eftersom den inte kan dyka är knölsvanen beroende av grunt vatten. Vid vattendjup ned till omkring 1,5 meter kan de nå botten. På något djupare vatten kan de beta (eller rycka upp) högre växter. Vintertid kan välnärda exemplar svälta några veckor. De flesta svanar som "lägger sig ner för att dö" är emellertid oftast dehydrerade. Att äta snö istället för att dricka vatten klarar de inte av lika länge som de kan klara sig utan föda. (Ser man en svan som lagt sig ner i snön kan man därför ge vatten.)

## Människan och knölsvanen

### Status och hot
Den globala populationen av knölsvan är stor och uppskattas till cirka 600 000–610 000 individer. Den förekommer över ett mycket stort utbredningsområde och utvecklingstrenden bedöms som ökande. Denna gör att IUCN kategoriserar den som livskraftig. Även i Sverige kategoriseras knölsvanen som livskraftig.

### I kulturen
Knölsvanen är Östergötlands landskapsdjur och Danmarks nationalfågel. En gammal legend förtäljer att knölsvanen lever sitt liv i stumhet men att den vid dödsögonblicket utbrister i en hjärtskärande vacker sång. Denna historia är ursprunget till uttrycket svanesång.
Enligt en brittisk ceremoniell tradition märks och undersöks varje år knölsvanarna i Themsen i vad som kallas Swan upping. Detta eftersom knölsvanar av tradition anses tillhöra monarken.

### Namn
Ett äldre svenskt trivialnamn för "knölsvan" var tam svan i förhållande till sångsvan som då kallades vild svan.

## Hybrid: knölsvan + sångsvan
Andfåglar bildar oftare än många andra ordningar blandpar vilket kan resultera i hybrider . I områden där häckningsförekomst av knölsvan och sångsvan (Cygnus cygnus) överlappar varandra, eller i fångenskap där båda arterna finns, förekommer sällsynt hybrider.
Hybriden (knölsvanshane + sångsvanshona) är utseendemässigt så pass avvikande från de båda arterna att fältbestämning inte bör vara svårt, medan exempelvis juvenil hybrid (sångsvanshane + knölsvanshona) i det närmaste är identisk med knölsvan i samma dräkt.
Knölsvanshane + sångsvanshona
Merparten av denna hybrids yttre karaktärer överensstämmer med sångsvanen. De är i snitt större än båda sina föräldraarter och de väger också mer i snitt. Som pulli är dessa pärlgrå och liknar sångsvanen i samma dräkt. Juvenilen är grå, också den likt sångsvanen. En adult fågels fjäderdräkt är helvit och fågeln har svarta ben, gul orbitalring och brun iris. Den håller halsen som en sångsvan. Den främsta diagnostiska karaktären hos de adulta fåglarna är näbbens form och färg. Näbbens form påminner om sångsvanens och den saknar knölsvanens knöl. Från och med andra levnadsåret får den ett rosa tvärband innanför den svarta näbbnageln. Den anlägger också en stor gul fläck på vardera sidan om näbben mot näbbroten till, medan resterande delar av näbben är svart. Längden på stjärtfjädrarna är intermediära i förhållande till de båda föräldraarterna. Även dess läte är ett mellanting mellan sångsvanens rop och knölsvanens grymtande läte.
Knölsvanshona + sångsvanshane
Merparten av denna hybrids yttre karaktärer överensstämmer med knölsvanen. De är i snitt större än båda sina föräldraarter och de väger också mer i snitt. Innan de når adult ålder är dessa hybrider i det närmaste identiska med knölsvan. Den adulta fågelns näbb visar dock samma färgning som hybriden (knölsvanshane + sångsvanshona) men den har en knöl som en knölsvan om än mindre. Den håller halsen som knölsvan och stjärtpennans form överensstämmer med knölsvanen.

## Bildgalleri

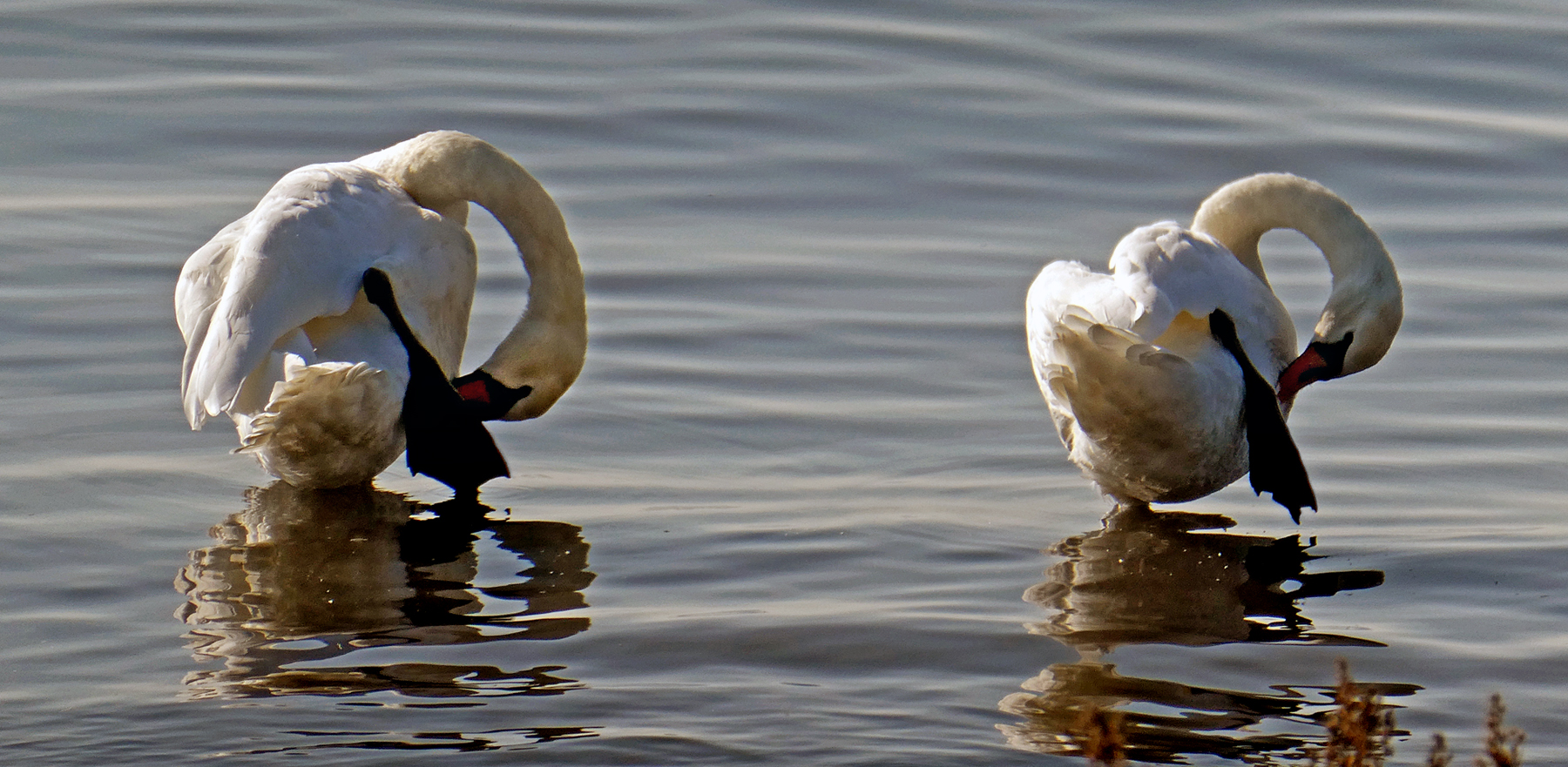
Ett knölsvanspar putsar sig.
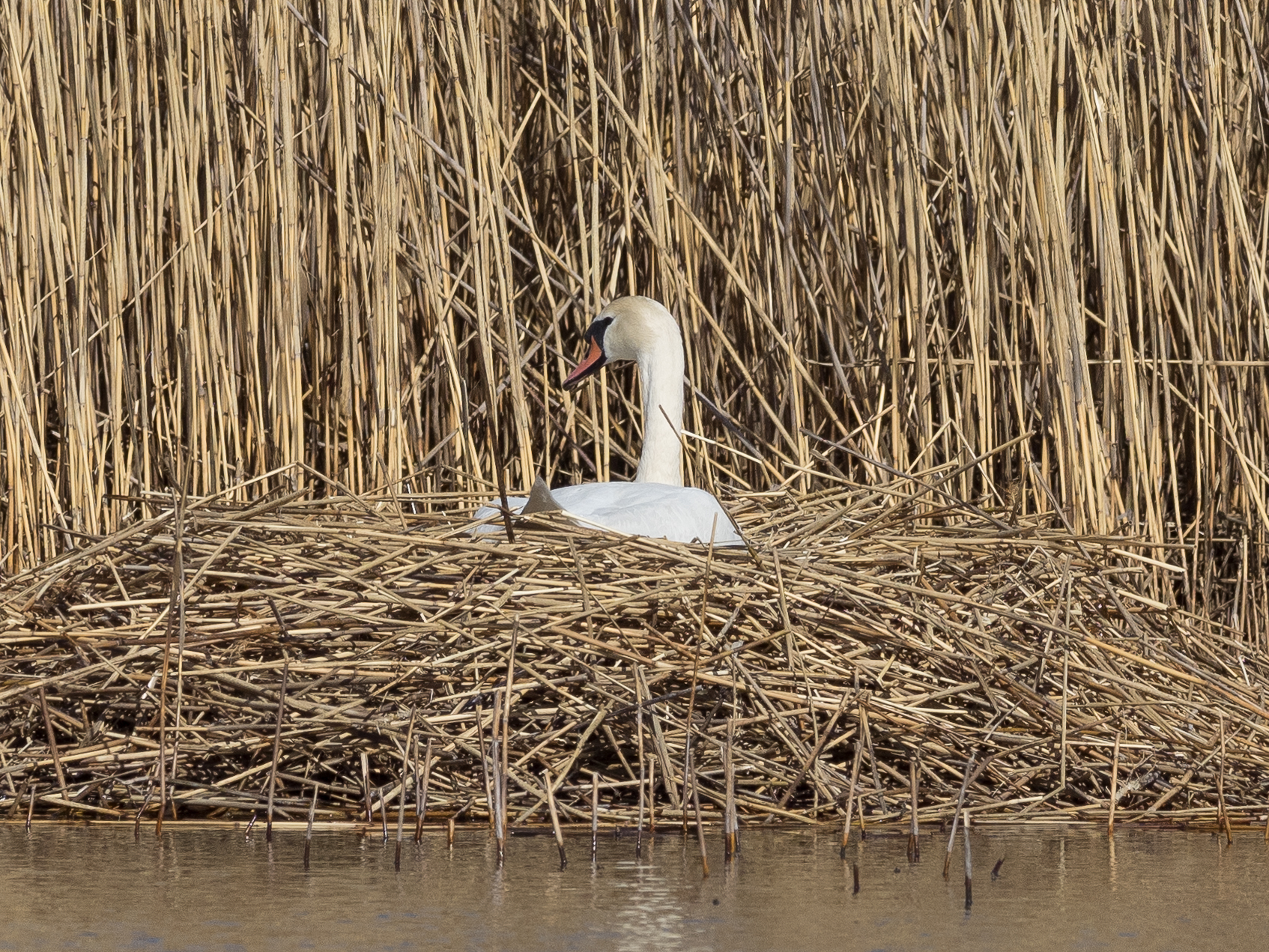
Ruvande knölsvan.
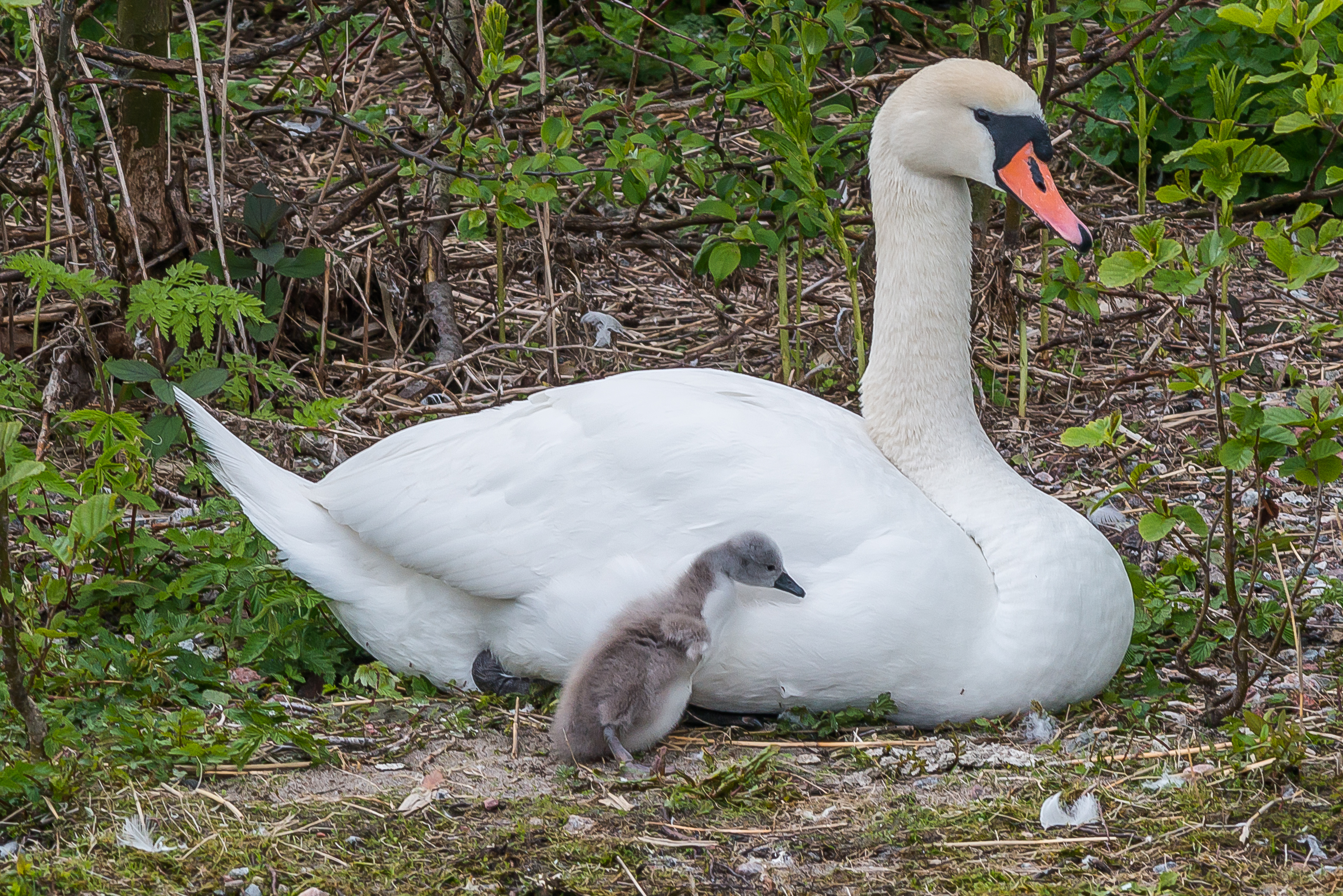
Knölsvan med nykläckt unge.
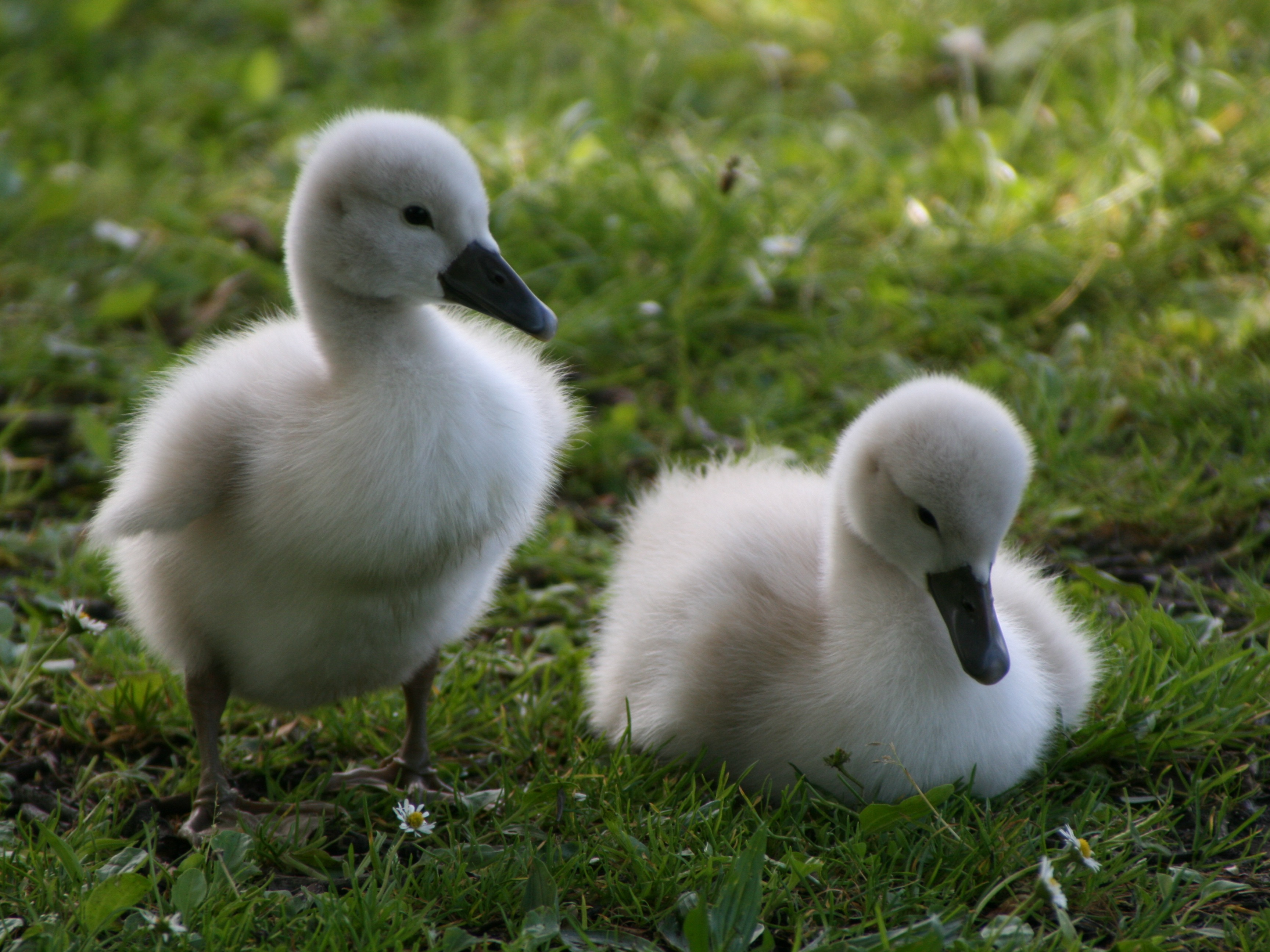
Svanungar.
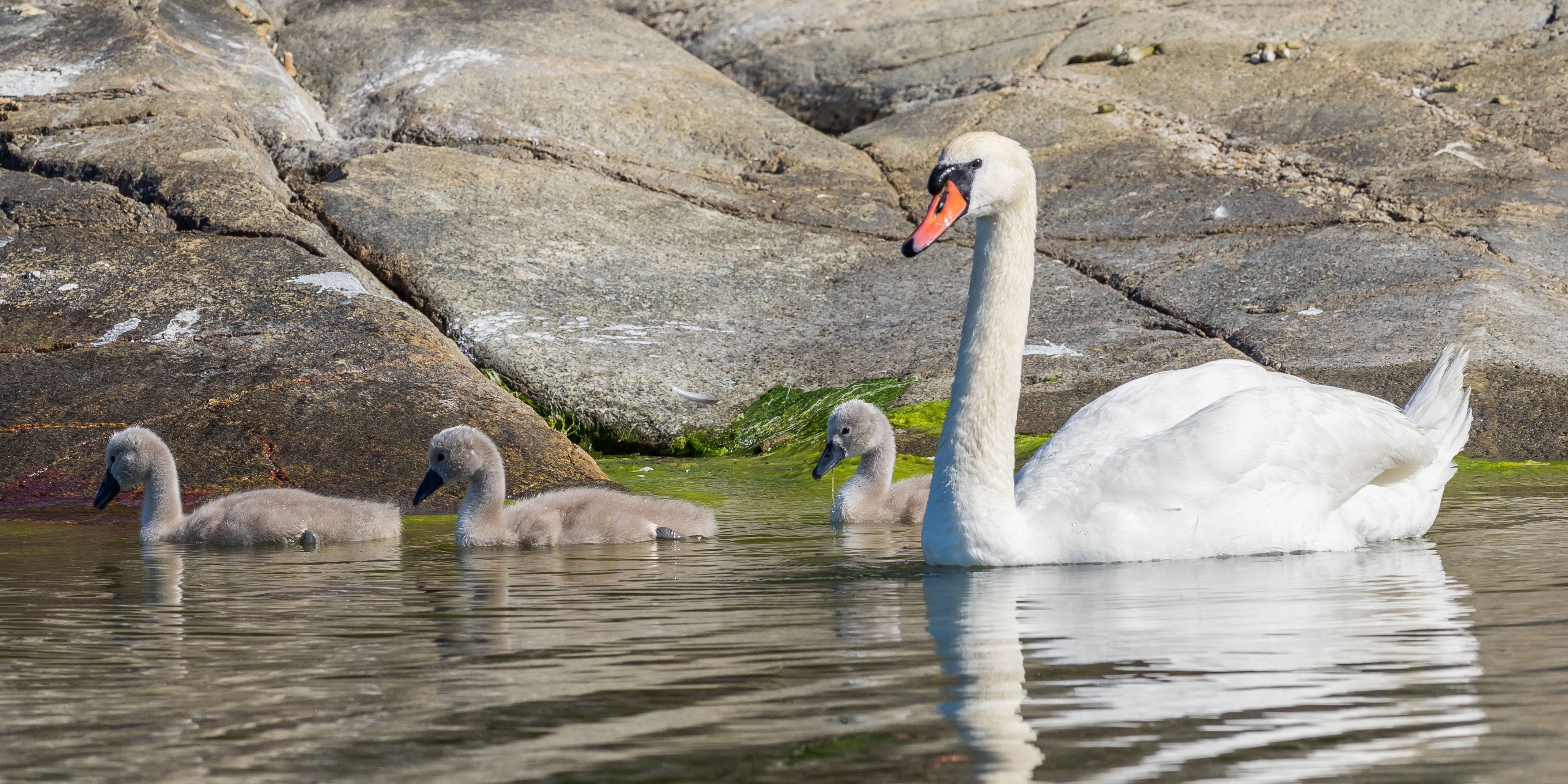
Knölsvan med ungar.
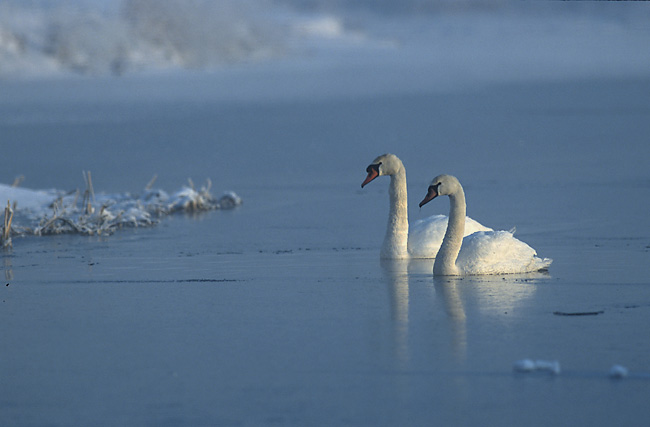
Ett övervintrande knölsvanspar.
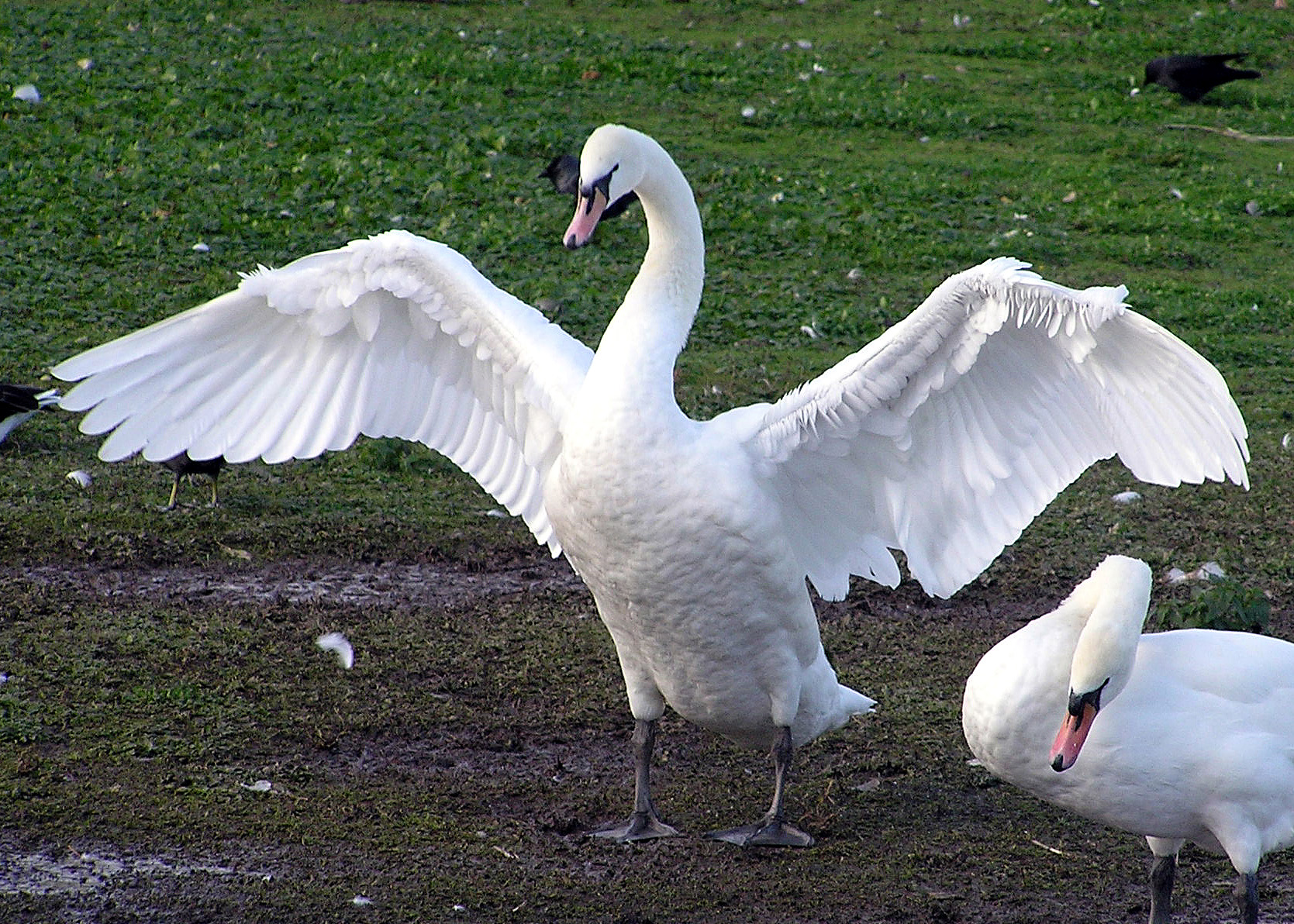
En knölsvan som breder ut sina långa vingar.
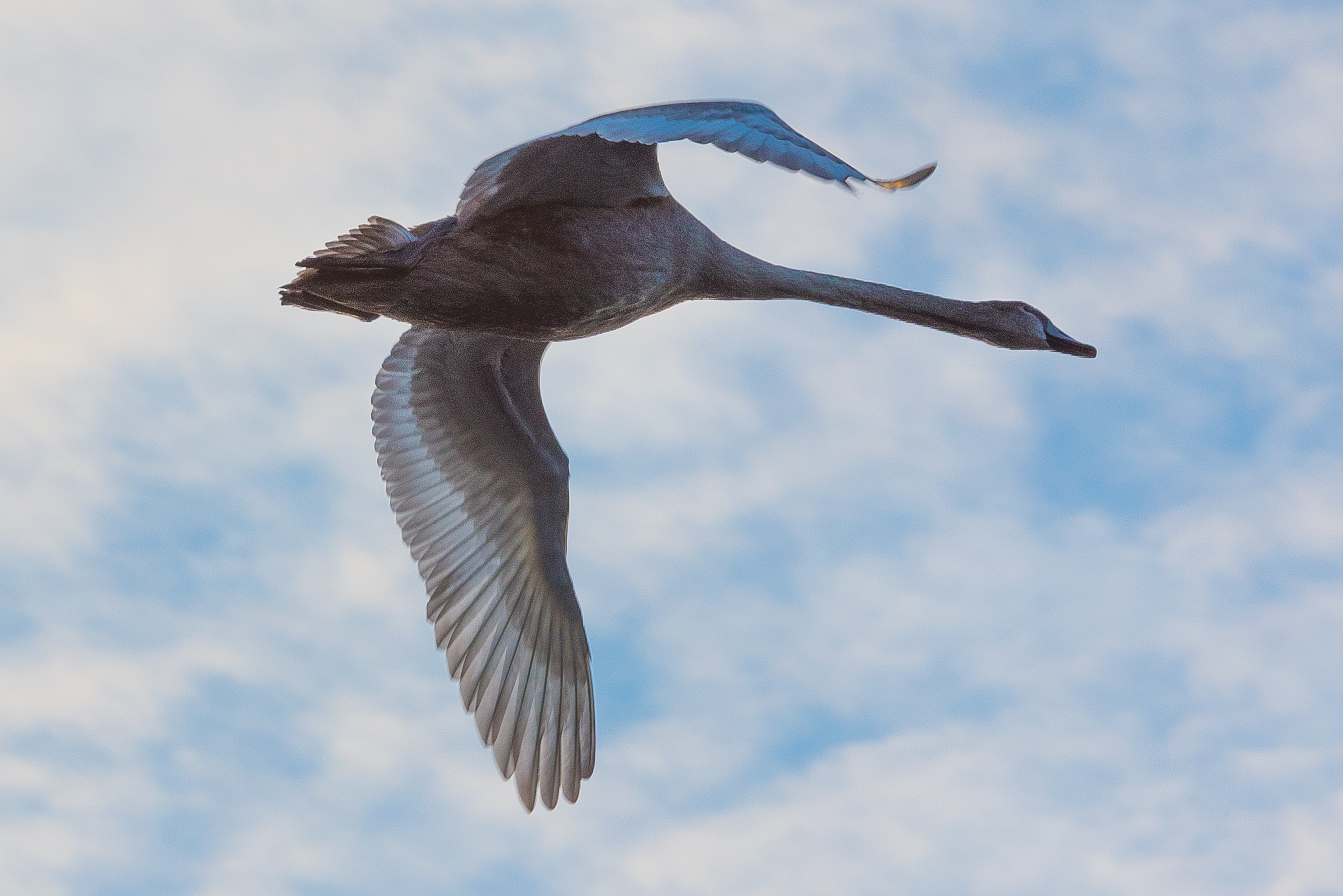
Knölsvan i flykt.
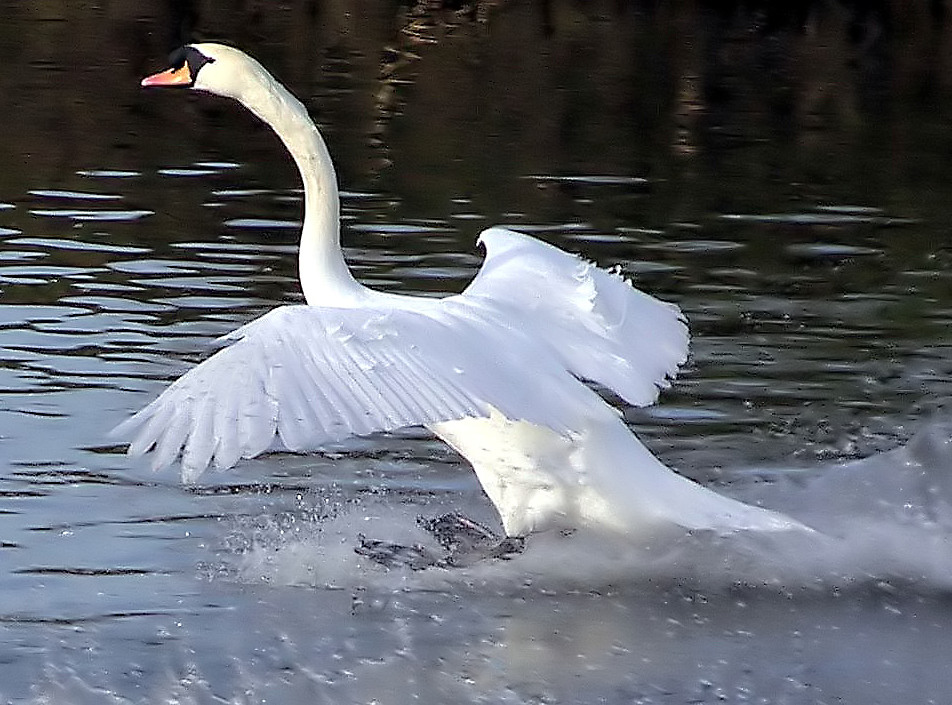
Knölsvan som landar.
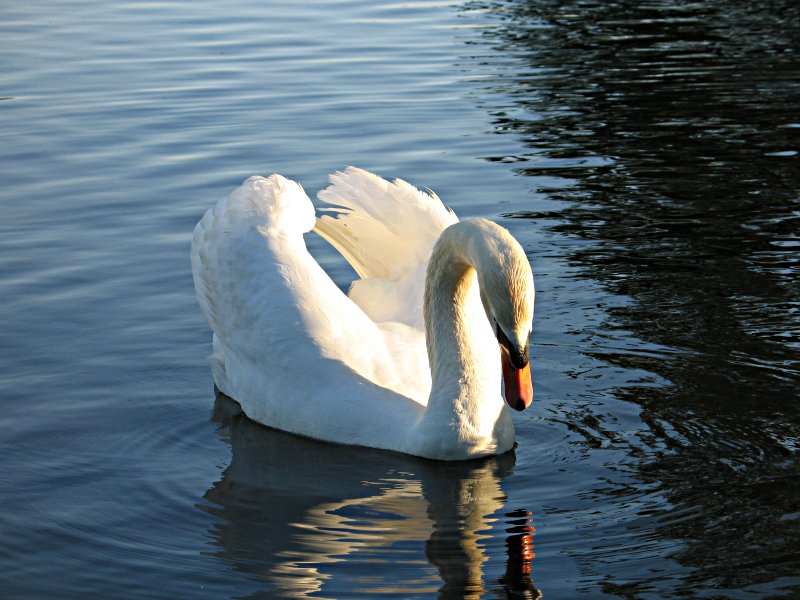
En knölsvan som känner sig hotad.
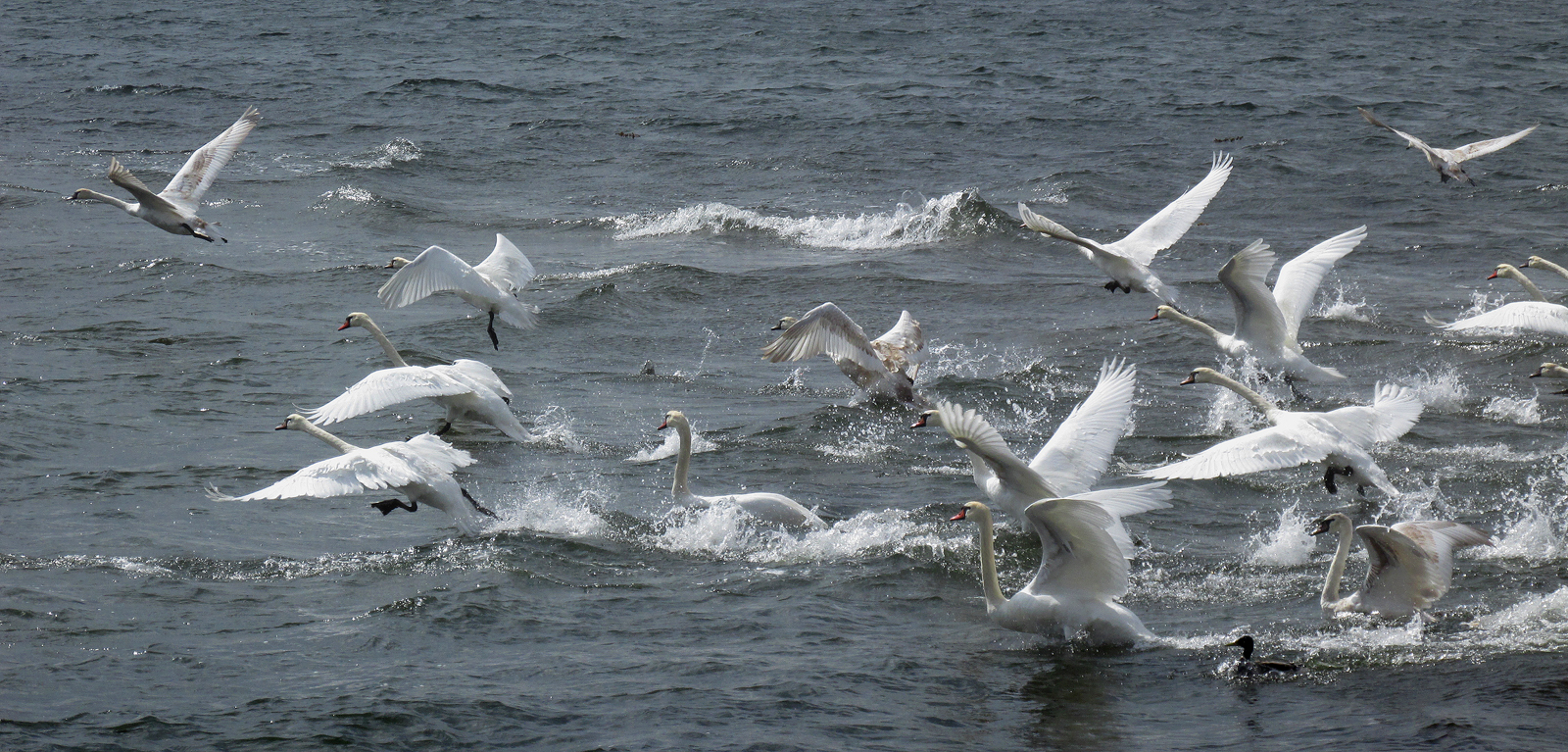
Uppskrämda knölsvanar lyfter.
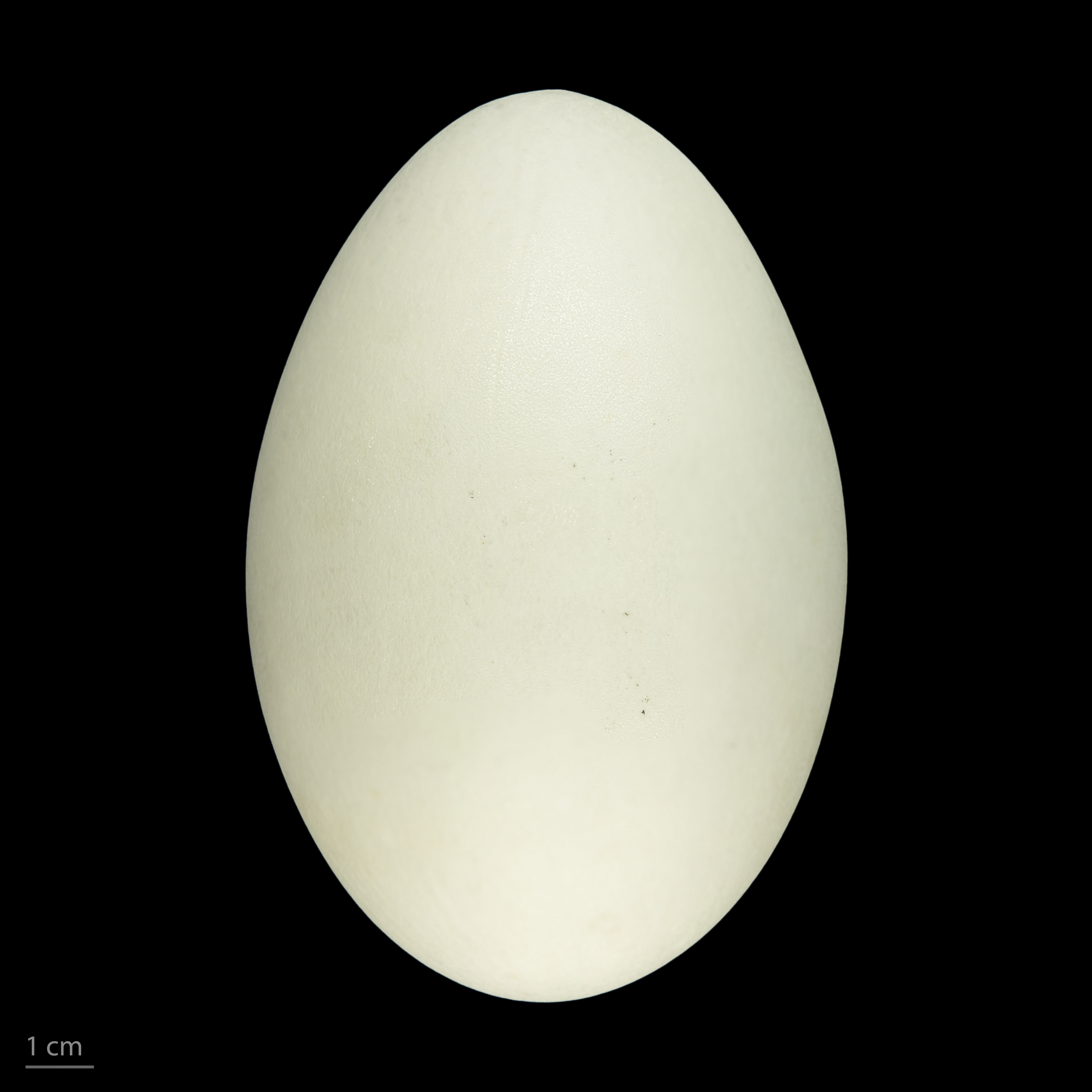
Ägg från knölsvan, ett museispecimen.
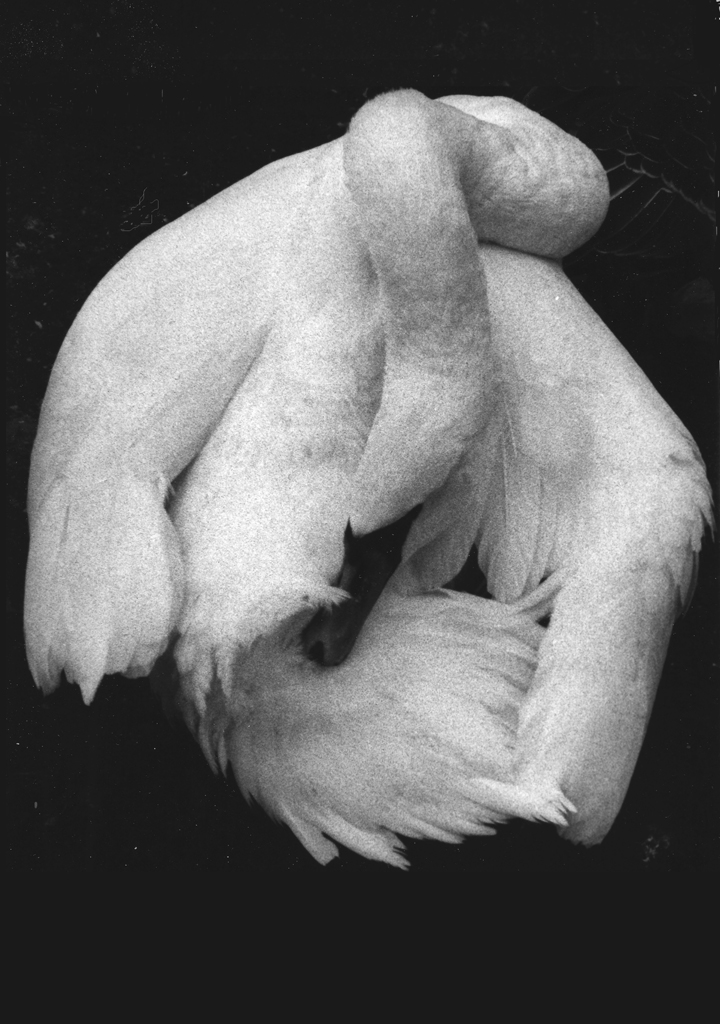
Knölsvan i Slottsskogens djurpark.
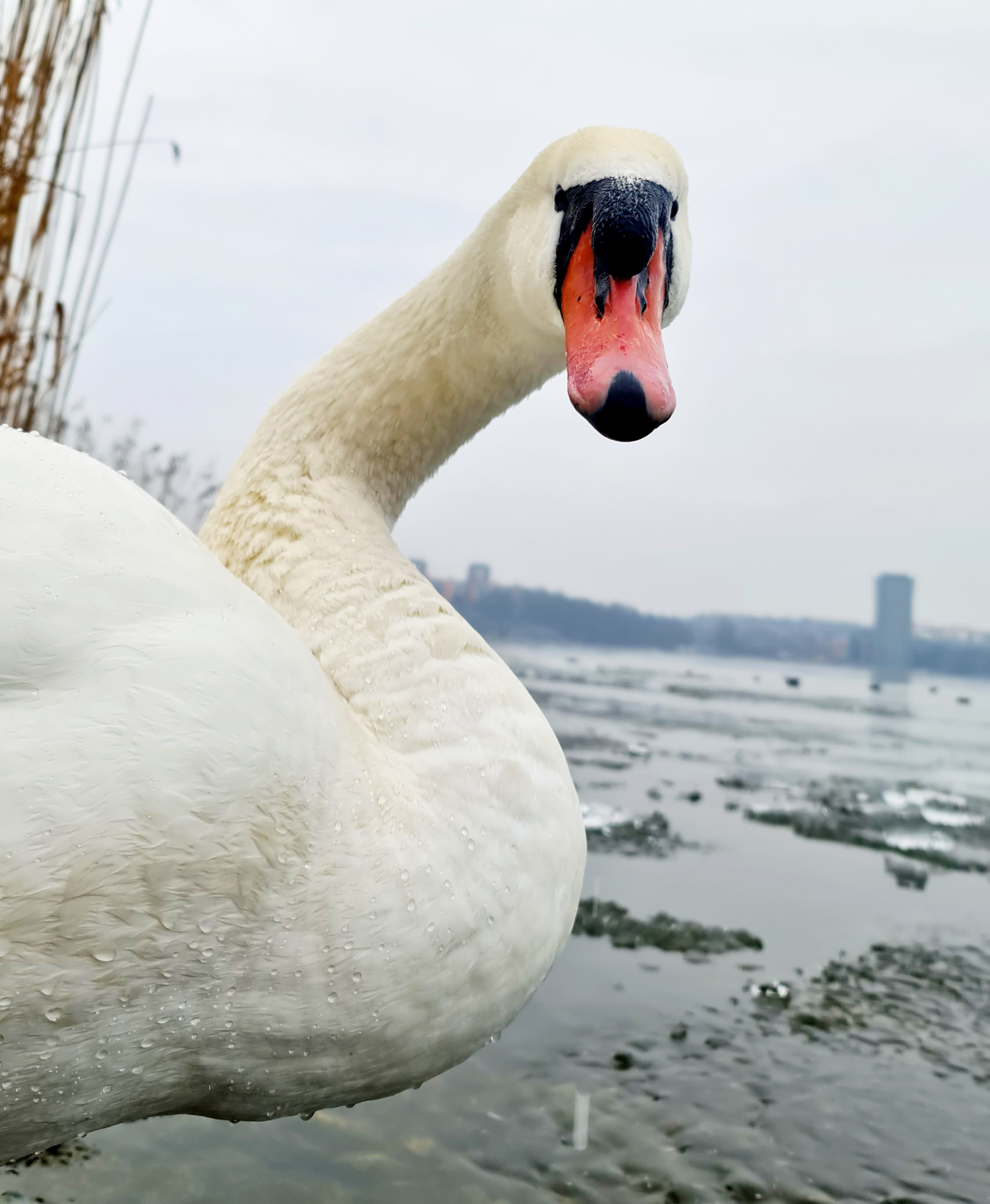
Knölsvan hane, 5 år, i Stockholm.